# Kristotomus rami
Kristotomus rami là một loài tò vò trong họ Ichneumonidae.